# SSTO

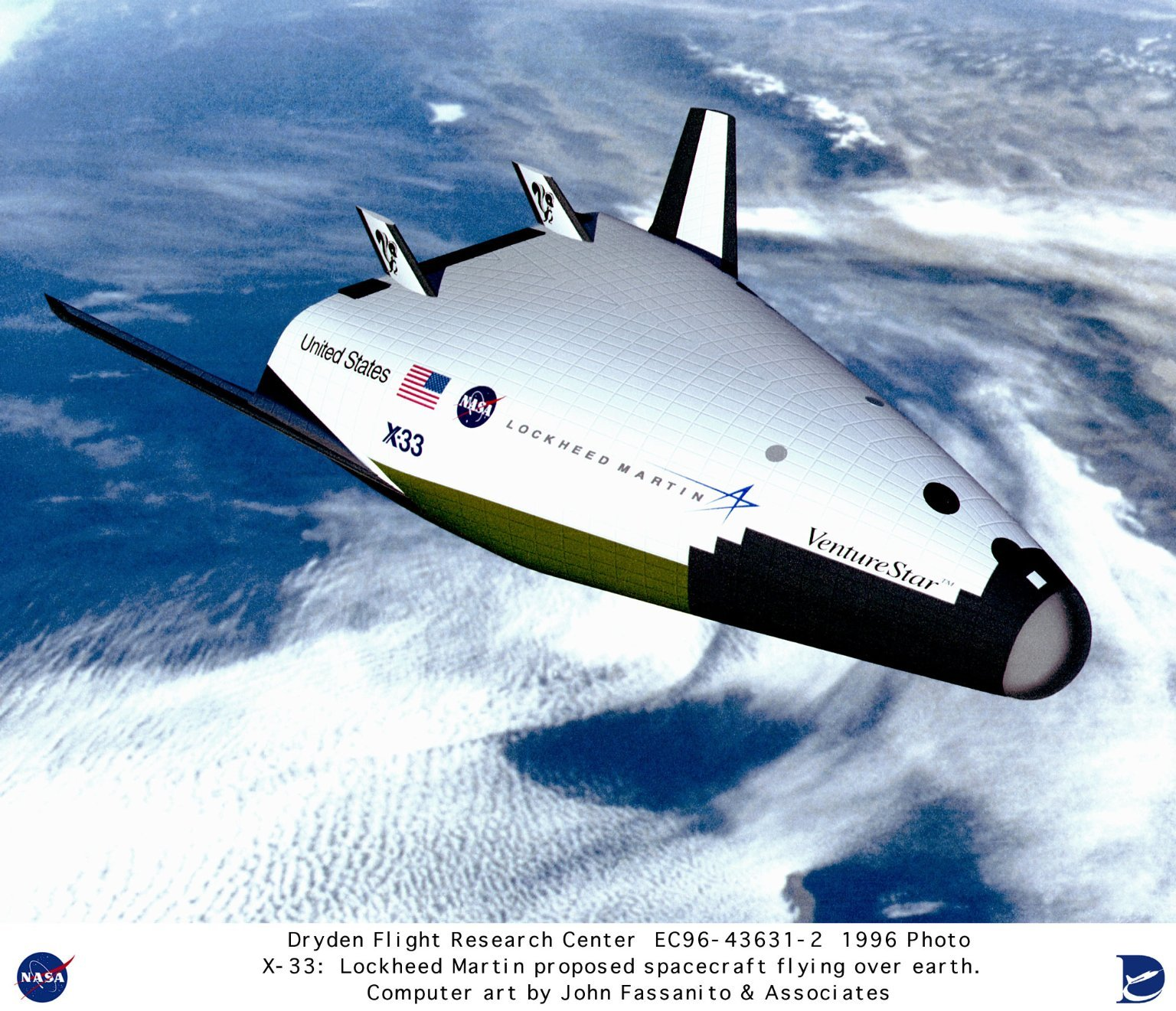
Raffigurazione artistica del veicolo SSTO progettato dalla Lockheed Martin

Un single-stage-to-orbit (SSTO) è un veicolo orbitale a singolo stadio, progettato per entrare in orbita dalla superficie di un corpo celeste.
Veicoli spaziali di questo tipo sono stati proposti in molte occasioni per raggiungere l'orbita terrestre, ma non sono mai stati concretizzati: tutti gli oggetti che hanno finora raggiunto l'orbita terrestre sono stati lanciati attraverso razzi composti da più stadi, in cui uno o più stadi vengono sganciati durante il volo (è il caso di veicoli come lo Space Shuttle o le capsule Sojuz).
Una delle principali difficoltà che ostacolano la realizzazione del SSTO è la necessità di raggiungere in poco tempo le velocità necessarie per ottenere un'orbita terrestre bassa (LEO). Un'altra sfida impegnativa è quella di attraversare tutti gli strati dell'atmosfera terrestre. Su altri corpi celesti, con minor densità atmosferica o addirittura privi di atmosfera, la difficoltà è minore: ne sono un esempio i moduli LEM a singolo stadio, che dalla superficie lunare sono riusciti raggiungere un'orbita lunare.

## Storia
Nelle prime progettazioni di veicoli spaziali, gli SSTO sono stati raramente presi in considerazione viste le difficoltà nella progettazione. I primi SSTO erano razzi privi di stadi da sganciare durante il percorso. Una di queste prime idee, condusse negli anni sessanta Philp Bono alla progettazione dell'OOST, One stage-Orbital-Space-Truck. Con l'incentivo della ricerca militare, Bono iniziò a studiare progetti SSTO in grado di trasportare in tutto il globo sia carichi per l'assemblaggio in orbita che truppe per intervento rapido. Inizialmente l'idea era di creare un SSTO completamente nuovo. Nel 1967 lo stesso Bono iniziò invece a progettare un modulo che rendesse gli stadi superiori del Saturn IB come un vero e proprio SSTO: venne denominato SASSTO, ovverosia, Saturn Application Single-Stage-To-Orbit, teoricamente in grado di portare in orbita una capsula Gemini con due persone a bordo.

### Il SASSTO come punto di partenza
I progetti del SSTO furono abbandonati da Bono dopo la realizzazione dell'STS, lo Space-Transportation-System, o Space Shuttle: a Bono va comunque il merito di aver studiato le basi di tutte quelle funzioni necessarie ad un SSTO.
Nel 1969 alla Messerschmitt-Bolkow-Blohm, MMB, il progettista D. Koelle utilizzò il vecchio progetto del SASSTO di Bono come base per la progettazione di un nuovo SSTO per l'Agenzia Spaziale Europea, giungendo a concepire il progetto BETA, Ballistisches Enistufiges Traeger-Aggregat , in italiano, Unità Balistica Monostadio, in grado di trasportare un carico utile di circa due tonnellate. L'ESA ritenne la progettazione di un SSTO troppo costosa, per cui abbandonò la ricerca.
Successivamente si passò al Phoenix, il primo veicolo concepito per uso privato: nel 1969 infatti gli ingegneri lavorarono su materiali più leggeri come l'alluminio, sia per diminuire il peso, che per renderlo più economico. Ad esso fu promessa la realizzazione di una famiglia di veicoli, ognuno specializzato in un determinato compito: questo però non avvenne e il progetto fu archiviato.

### Gli anni settanta

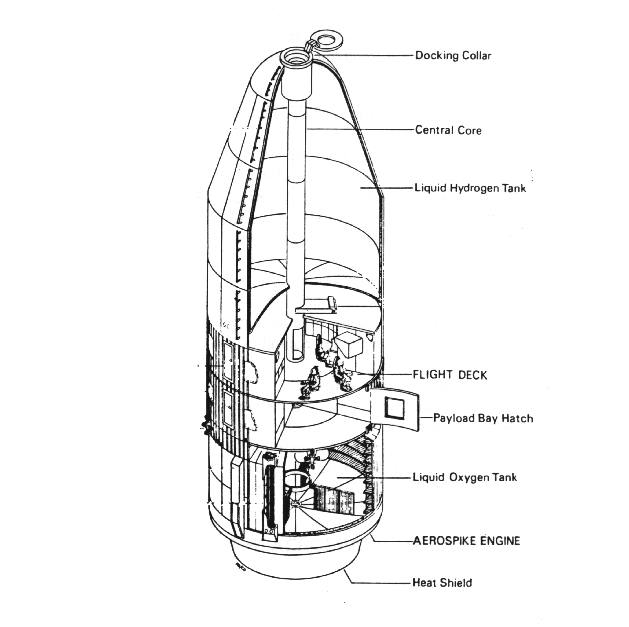
Disegno esplicativo del progetto di SSTO Phoenix.

Nel 1970, uno dei progetti più completi dell' SSTO fu il modello ideato dalla Chrysler Corporation's Space Division. Qui un gruppo di progettisti diretto da Charles Tharratt disegnò un accurato progetto SSTO, chiamato SERV, o Single Stage Earth-Orbital Reusable Vehicle, in italiano, Veicolo a Singolo Stadio in orbita Terrestre Riusabile. Il progetto ambiva a portare in orbita bassa un carico utile pari a quello dello Space Shuttle, rimanendo però un veicolo completamente riutilizzabile una volta ritornato sulla superficie. Il SERV fu uno dei primi progetti ad avere la possibilità, grazie a motori multipli che lavoravano in sinergia, di effettuare l' "hovering", in italiano, "sospensione", prima dell'atterraggio, dando così tempo al pilota di valutare il terreno su cui il razzo andava a posarsi. Questa caratteristica era particolarmente utile nel caso l'SSTO avesse dovuto atterrare al di fuori dalla zona prevista dove il terreno poteva presentarsi pericoloso. Tuttavia il SERV non fu mai realizzato a causa dei tagli ai fondi della NASA.
Controverso fu il caso dell'ingegnere Edward Gomersall: ideò un SSTO senza pilota in grado di supportare una missione di continua esplorazione lunare. Le alte sfere della NASA non videro di buon occhio questa idea, sopprimendola ai suoi stadi iniziali; Gomersall fu addirittura allontanato dalla sezione di progettazione.
In competizione con la famiglia dei Phoenix, venne progettato nel 1972 da George Detko del Marshall Space Flight Center Engineer, l'ATV, l'Aerospace-Test-Vehicle, con una piccola cooperazione della NASA. Fu un razzo che influenzò tutti i progetti concorrenti: aveva infatti un "glow", in italiano peso massimo al decollo, di circa 22679 kg, molto al di sotto degli altri SSTO del periodo. Fu esempio di come un progetto, pur non finanziato da enti pubblici, potesse essere più piccolo, meno complesso e comunque competitivo.
Negli anni settanta, il governo degli Stati Uniti volle la realizzazione di una rete di SPS, Satellite Solar Power, ovvero satelliti dotati di pannelli fotovoltaici in orbita intorno alla Terra, così da soddisfare il fabbisogno energetico americano. La Boeing nel 1977 iniziò dunque il progetto di un SSTO con le specifiche di tale impiego: il risultato aveva un carico utile di circa 226796 kg. Il progetto prevedeva l'utilizzo di radiatori raffreddati ad acqua, tecnica che verrà poi ripresa in molti veicoli successivi. Il progetto però non vide mai la luce, dato che lo stesso governo statunitense si tirò indietro sull'idea della rete di satelliti.

### Gli anni ottanta

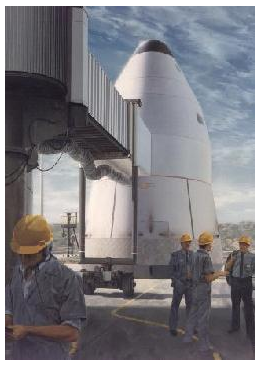
Raffigurazione artistica di un rifornimento del Phoenix.

Grazie alla nascita della Pacific American Launch Systems, concentrata sulla creazione di SSTO VTOL, nel 1982 la famiglia dei Phoenix fu oggetto di un notevole progresso tecnologico, in quanto vennero implementate numerose caratteristiche derivate dagli ultimi modelli di SSTO. Questa versione del Phoenix rendeva il razzo più compatto ed economico, anche in fase di test, grazie soprattutto all'utilizzo, non di un singolo motore, ma di ben 24 motori separati, più economici e affidabili di uno più potente.
Alla fine degli anni ottanta un impiegato della Lockheed Missiles and Space Company di nome Maxwell Hunter, ideò l'X-Rocket, progetto che non suscitò interesse in eventuali investitori. La Lockheed decise di creare lo stesso una divisione, denominata Advanced Development, per lo sviluppo del progetto. Tale divisione iniziò lo studio di un SSTO a forma conica con un peso massimo al decollo di 226796 kg, spinto da un gruppo di motori RL-10. La Lockheed, completato il disegno principale, consegnò il progetto alla Missile System Division con un impiego da ICBM. Un rapporto della USAF Aerospace Corporation sull'X-Rocket mise alla luce l'ancora poca convenienza del veicolo, convincendo la Lockheed ad abbandonare il progetto e lo stesso Hunter a dimettersi, pur continuando a lavorare sull' SSTO come consulente esterno.

### Gli anni novanta
Successivamente ai numerosi test della Aerospace Corporation, una sezione civile di analisi dell'USAF, emerse il pensiero comune che gli SSTO non fossero più al di fuori dalla portata tecnologica del momento e che i progetti fossero non particolarmente efficaci nel loro scopo. Nel 1989 una particolare ondata di interesse nei progetti di SSTO giunse direttamente dal governo statunitense, visto il maggior potenziale che possedevano rispetto agli altri, spianando così la strada al programma SDIO.
La SDIO, Strategic Defense Initiative Organization, finanziò in questo periodo aziende come la McDonnell Douglas, la Rockwell, o la Boeing, per dar vita a progetti SSTO. La prima discussione si creò tra le varie industrie nella scelta tra progettare un VTOL, veicoli a decollo e atterraggio verticale, o un HTHL, veicoli a decollo e atterraggio orizzontale. In un primo tempo la SDIO fu propensa a limitare questa competizione ai soli VTOL, restrizione che però non fu adottata, lasciando le industrie libere di scegliere il metodo di decollo o atterraggio a loro discernimento.
La General Dynamics iniziò a progettare un nuovo SSTO con capacità VTOL. La Boeing invece optò per perfezionare il suo modello di SSTO HTHL, denominato RASV, mediante un miglioramento dei motori principali dello Space Shuttle attraverso un lancio tramite slitta o rotaia. La Rockwell invece si spinse in una direzione intermedia con la progettazione di un VTHL (veicolo a decollo verticale e atterraggio orizzontale) che lo condusse necessariamente ad assomigliare allo Space Shuttle Orbiter; la motoristica invece prevedeva un motore Aerospike.

### Gli ultimi progetti
Uno degli ultimi progetti, che riuscì addirittura a esser costruito in scala per i test, fu quello del Delta Clipper abbreviato come McDonnell Douglas DC-X. Rimasero però solo su carta le altre versioni come il DC-X2, una versione in mezza scala, e la versione finale denominata DC-Y. Il progetto fu archiviato quando il DC-X, dopo che la NASA acquisì il progetto, durante un atterraggio di prova, atterrò con solo tre delle quattro gambe d'atterraggio, causando il cedimento e la successiva esplosione del veicolo sulla zona di atterraggio.

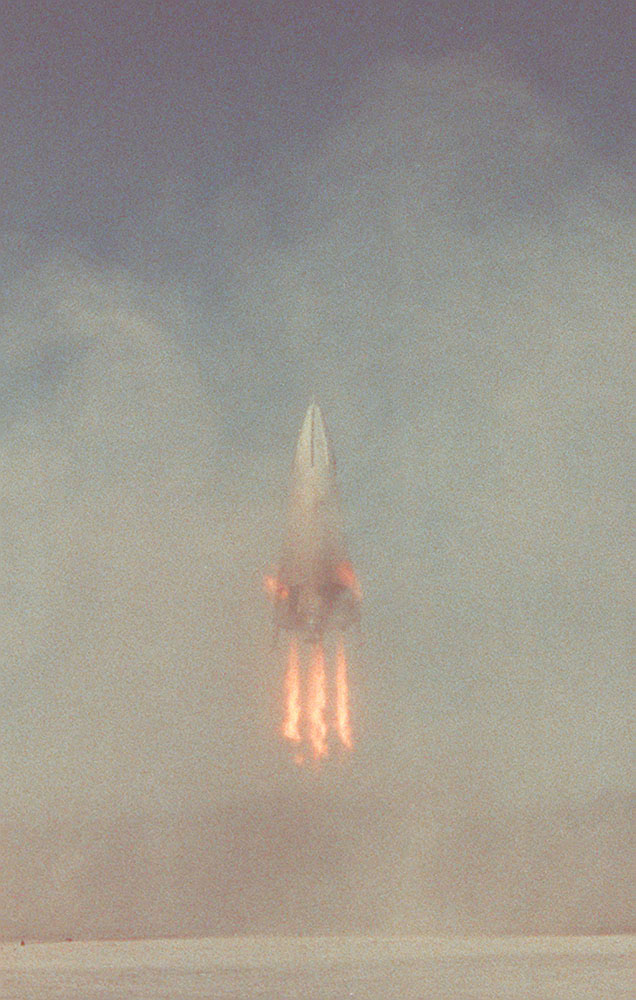
Foto del primo atterraggio del DC-XA.

Un altro veicolo degno di nota fu il Roton, ideato dalla Rotary Rocket, che dopo aver destato notevole attenzione da parte dei media e ad esser riuscito a completare i test in scala, dovette esser abbandonato a causa della impraticabilità dell'idea di un elicottero con propulsione a razzo.

## Varie idee di SSTO
Durante le varie progettazioni, si sono accavallate diverse idee sul tipo di veicolo da adottare. La scelta tra SSTO HTHL e SSTO VTOL creò due correnti di pensiero. Entrambi i modelli, infatti, necessitavano il superamento di sfide ingegneristiche di una certa complessità. In particolare l'HTHL prevedeva l'utilizzo di motori da atmosfera Air Breathing come lo Scramjet. Ciò condusse allo studio di materiali adatti all'uso sotto forti stress sia aerodinamici che termodinamici, ma al momento ancora fuori dalla portata tecnologica.
Un veicolo VTOL era sicuramente meno complesso da progettare. Rimaneva però il problema della propulsione e dal carico utile. Si puntava inoltre ad avere un veicolo più volte riutilizzabile, così da abbattere ulteriormente i costi di ogni missione.
Tra le idee più bizzarre e portate avanti vi fu quella del SSTO-proiettile che consisteva nello "sparare" il veicolo nell'orbita. L'idea era infatti quella di conferirgli una ragguardevole velocità iniziale al lancio, in modo da ridurre il propellente trasportabile. 

## Scelta dei carburanti
La scelta del carburante in un veicolo che doveva raggiungere tali distanze e velocità era uno degli aspetti più cruciali del progetto. Agli inizi si pensò di utilizzare una miscela di ossigeno e kerosene, al fine di consentire la combustione nel vuoto. Successivamente con il progredire della ricerca venne preferita una propulsione tramite l'uso di ossigeno e idrogeno, in grado di produrre un impulso specifico decisamente maggiore .
L'idrogeno possedeva aspetti negativi non indifferenti: essendo molto meno denso dei suoi rivali, le pompe e il meccanismo di iniezione dovevano necessariamente essere più potenti e quindi più pesanti rispetto a un propellente più denso. Questo condusse inevitabilmente alla progettazione di un veicolo più pesante che necessitava di una curva di salita più ripida per evitare, nel corso dell'ascesa, l'uso di troppo carburante. Questa ascesa più ripida si traduceva di conseguenza, in una minor spinta orizzontale che, per ottenere l'orbita, doveva esser compensata una volta raggiunto lo spazio, da una accensione più lunga, tale da ottenere la velocità orbitale necessaria.

## Tipi di propulsione
Il tipo di propulsione vide il susseguirsi di varie idee per rendere il veicolo sia più efficiente che più veloce. In principio il tipo di propulsione privilegiato era quello comune a tutti i razzi, con un motore a ugello a campana, che bruciava idrogeno o kerosene. Successivamente si passò a ideare SSTO con più motori.

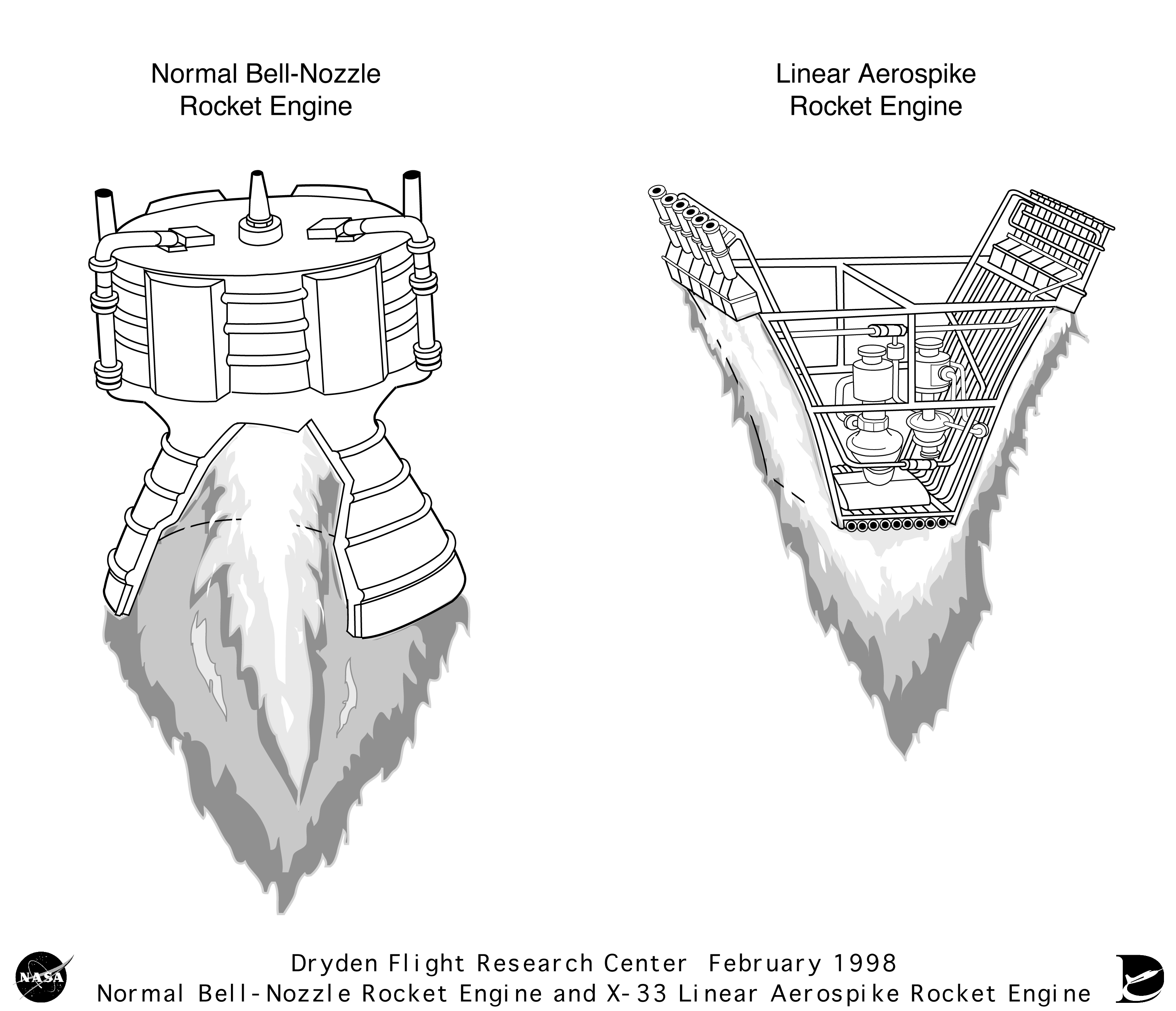
Raffigurazione del confronto tra motori con ugello a campana e motori di tipo Aerospike.

### Nucleare
Nel corso degli anni si teorizzò l'utilizzo di motori a propulsione nucleare, che avevano sicuramente un'efficienza notevole, ma suscitavano parecchi problemi sia per la sicurezza sia per l'impulso generato. I motori nucleari che riuscivano ad avere un rapporto peso potenza maggiore di 1 erano per l'appunto davvero pochi. In ogni caso, i problemi di sicurezza fecero successivamente scartare completamente questa idea che metteva a rischio sia i tecnici e l'equipaggio sia il territorio, nel caso in cui il razzo si fosse schiantato al suolo.

### Aerospike
L'Aerospike fu uno dei migliori candidati a sostituire la propulsione degli SSTO. Questo motore permetteva al razzo di conservare la stessa efficienza in molti strati dell'atmosfera. Aveva una forma a V che consentiva di utilizzare la stessa pressione atmosferica per creare un ugello virtuale. Ad alta pressione l'ugello rimane piccolo, schiacciato dalla pressione, ma, a mano a mano che la pressione diminuisce fino a scomparire, l'ugello virtuale si espande. In questo modo la stessa pressione atmosferica viene usata per compensare automaticamente il cambiamento di altitudine. L'eccessivo peso dell'ugello era però un problema . Va inoltre considerato che un ugello di questo tipo ha una superficie maggiore rispetto che a un tradizionale ugello a campana, ciò significa una maggiore area da raffreddare e un sistema di raffreddamento più complesso.

### Propulsione "Air breathing"
Questo tipo di propulsione, in italiano a "respirazione aerea",  prevede l'uso di motori che lavorano all'interno dell'atmosfera e che, come dice la parola, per permettere la combustione del propellente, devono "respirare" ossigeno, attraverso prese d'aria.
I problemi sorgono però nel raggiungimento della velocità orbitale. Oltre a non esistere motori capaci di tale potenza, un'elevata velocità comporta necessariamente un'alta quantità di attrito e calore, a cui il veicolo è sottoposto durante l'ascesa. Oltretutto, nel caso in cui il veicolo non dovesse raggiungere la velocità orbitale in atmosfera, esso necessiterebbe di motori per l'uso nel vuoto. Questo porterebbe l'SSTO ad avere due tipi di propulsione, rendendolo poco efficiente rispetto a un veicolo con un solo tipo di propulsione.

## Metodi di lancio
I progettisti hanno ideato vari metodi di lancio che potessero ottimizzare l'efficacia dello SSTO e dare a esso una spinta in più, rispetto a quella generata dal veicolo. Alcuni prevedevano che il razzo partisse da terra, altri invece come lo Space Shuttle Enterprise e lo Shuttle Carrier Aircraft, prevedevano che il veicolo venisse lanciato a mezz'aria, trasportato da un altro velivolo (principalmente un aeroplano).
La lista che segue elenca i metodi di lancio più comuni.

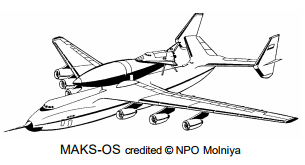
Classico esempio di lancio "Captive on top".

### "Captive on top"
Tradotto letteralmente significa, "Prigioniero in cima". Questo metodo consiste nel fissare l'SSTO sul dorso di un velivolo in grado di sostenerne il peso e di raggiungere quote di lancio particolari. Il veicolo successivamente si sgancia e continua l'ascesa con i propri motori. Se da una parte questo con aerei come il Boeing 747 permette di portare carichi ragguardevoli , sotto altri aspetti può rivelarsi problematico.
Nel momento del distacco infatti, dato che i due veicoli devono evitare di collidere, l'SSTO, necessita di una minima superficie alare che gli permetta di allontanarsi gradualmente. La protezione termica nei punti in cui l'SSTO era agganciato al velivolo madre inoltre è necessariamente assente.

### "Captive on bottom"
Questa modalità, simile alla "captive on top", prevede che il veicolo, invece che essere fissato sulla schiena dell'aereo, sia agganciato dalla sua pancia o dalla sue ali. Questo, anche se rende il distacco molto più semplice, limita la grandezza del veicolo; inoltre l'aereo madre necessiterebbe di pesanti modifiche per essere in grado di sostenere il peso.

### Trainato
Come suggerito dal nome questa modalità implica che il veicolo da lanciare venga trainato da un altro aereo come aliante. Questo metodo necessita fortemente che l'SSTO abbia una superficie alare che gli permetta di sostenersi autonomamente. Il distacco però è molto semplice e l'aereo trainante deve subire minime modifiche. I problemi possono sorgere nel caso di problemi tecnici come possono esserlo i cavi che si spezzano durante il tragitto ed eventuali cedimenti del carrello che nella fase di decollo deve sostenere l'intero peso a pieno carico del veicolo.

### Rifornito in volo
Con questo metodo, che non è un vero e proprio metodo di lancio, si pianifica un rifornimento in volo subito dopo la partenza per compensare il propellente usato nel decollo. Questo permette di decollare con un minor quantitativo di carburante e anche di dare la completa libertà in termini di grandezza del veicolo, che comunque dev'essere dotato di una superficie alare per consentirgli di eseguire il rifornimento in atmosfera.

### Trasportato internamente
In questa opzione il veicolo è trasportato all'interno dell'aereo da cui verrà lanciato. I lati positivi sono molti e includono un basso costo di modifica, la totale sicurezza del SSTO all'interno del vano e anche la possibilità di far salire gli astronauti solo poco prima dello sgancio rendendo meno stressante l'intera missione.
Altri benefici riguardano la quota che l'aereo madre può raggiungere, dato che l'attrito è minore rispetto a un trasporto all'esterno, ma anche il momento dello sgancio che, in questo modo scivola su apposite pedane all'interno del trasporto in maniera più semplice e affidabile. Le uniche limitazioni sono ovviamente quelle della grandezza del veicolo che deve entrare all'interno del vano di carico, a meno che non si crei un aereo madre specifico al determinato SSTO che si vuole lanciare.

### Decollo verticale
Simili ai velivoli VTOL, alcuni progetti di SSTO erano ideati per decollare verticalmente come i lanciatori convenzionali. SSTO a decollo verticale sono il Lockheed Martin X-33, VentureStar, Roton e McDonnell Douglas DC-X. Questi ultimi due erano progettati anche per atterrare verticalmente, a differenza degli altri che invece sarebbero atterrati planando come alianti.
Curioso è Roton, che può essere considerato un ibrido, dato che nella prima fase del volo avrebbe sfruttato un motore a elica funzionando come un elicottero. Una volta raggiunta una certa quota, quando l'atmosfera sarebbe stata troppo rarefatta, avrebbe azionato dei motori a reazione.
Per il rientro avrebbe sfruttato, come tutti i veicoli spaziali, l'atmosfera per decelerare e infine avrebbe frenato fino ad atterrare verticalmente utilizzando lo stesso motore a elica.